# Chunqing Huang
Chunqing Huang (chinesisch 黄春青, Pinyin Huáng Chūnqīng; * 5. Mai 1974 in Heze, China) ist eine chinesische Künstlerin. Sie lebt in Deutschland.

## Leben
Chunqing Huang wurde 1974 in China geboren. Sie studierte von 1994 bis 1998 an der Zentralen Akademie der Bildenden Künste (China Central Academy of Fine Arts) in Peking. Ende 2000 zog sie nach Deutschland. Von 2000 bis 2004 studierte sie an der Staatlichen Hochschule für Bildende Künste – Städelschule in Frankfurt am Main bei Peter Angermann, Hermann Nitsch und Wolfgang Tillmans und war Meisterschülerin im Fach Freie Malerei und Interdisziplinäre Kunst. Sie lebt und arbeitet in Frankfurt am Main.

## Werk
Chunqing Huangs Werk ist durch die Erforschung der Möglichkeiten der freien Kunst geprägt. Ihr Verständnis kreativer Exploration setzt sie in einer großen Bandbreite künstlerischer Ausdrucksformen um.
Im Mittelpunkt ihres Werks steht die Malerei. Zentrales Thema ist die Bewegung. Bekanntheit hat Chunqing Huang mit ihren Aufsehen erregenden, teils großformatigen Schwimmbildern erlangt. Die Authentizität der Bewegungen junger Menschen im und am Wasser ermöglicht dem Betrachter ein Gefühl von Freiheit. Durch absolut kraftvolle Farbakzentuierungen erzeugt sie zeitlose Momentaufnahmen einer neuen Welt.
Nach dieser Phase hat Chunqing Huang ihren Ausdruckswillen immer weiter entwickelt. In ihrem Werkkomplex Wandering in Absolute Freedom, bei dem die Dynamik bildkonstituierend ist, überwindet sie auch in formaler Hinsicht Grenzen. Sie lässt ihre Bilder in absoluter Freiheit entstehen und bedient sich dabei einer konsequent abstrakten Bildsprache. So entstehen expressive, ästhetisch betörende Gemälde, die den freien Blick des Betrachters umwerben und mit dessen Sinnen erfahren werden können.

## Auszeichnungen
- 2004 2. Preis „Junge Kunst mit Zukunft“, Museum für Angewandte Kunst, Frankfurt a. M.
- 2003 1. Preis „Junge Kunst mit Zukunft“, Zollamt, Museum für Moderne Kunst, Frankfurt a. M.
- 1997 Preis der Taiwan Amoeba Design Association, Taipeh

## Ausstellungen (Auswahl)
- 2017 „Wandering in Absolute Freedom“, AusstellungsHalle 1A, Frankfurt a. M.
- 2017 „Lebensfreude“, Villa Kult, Berlin
- 2013 „The 4th Dimension“, M&K, Prag
- 2012 „The 4th Dimension“, Pelhrimov Museum, Pelhrimov
- 2011 AusstellungsHalle 1A, Frankfurt a. M.
- 2010 AusstellungsHalle 1A, Frankfurt a. M.
- 2009 Zentrifuge, Nürnberg
- 2008 AusstellungsHalle 1A, Frankfurt a. M.
- 2007 „Die Sammlung Rausch“, Portikus, Frankfurt a. M.
- 2006 Kunsthalle Mannheim, Mannheim
- 2005 „Art International Karlsruhe 2005“, Karlsruhe
- 2004 „Fin“, Städel Museum, Frankfurt a. M.
- 2003 „Junge Kunst mit Zukunft“, Museum für Moderne Kunst, Frankfurt a. M.
- 2001 „Vasistas“ – 7. Internationale Istanbul Biennale, ITÜ, Istanbul
- 2000 „Exchange“, Städelschule, Frankfurt a. M.
- 1998 Kunsthalle der Zentralen Akademie der Bildenden Künste, Peking